# Flore Bonaventura
Flore Bonaventura (12 oktober 1988) is een Frans actrice.

## Biografie
Flore Bonaventura ontdekte de passie voor het theater al op jonge leeftijd. Van 2002 tot 2005 volgde ze acteerlessen aan het Conservatoire Marcel Dupré in Meudon en vervolgens toneelschool op l'école d'art dramatique Eva Saint-Paul in Parijs.
In 2009 kreeg ze haar eerste rol in de televisieserie Les Petits Meurtres d'Agatha Christie. Datzelfde jaar kreeg ze de rol van Juliette in de televisieserie Commissaire Magellan die ze vier jaar lang zou spelen. In 2011 speelde ze haar eerste rol in een speelfilm Comme des frères en in 2013 haar eerste hoofdrol in de televisieserie La Source.

## Filmografie

### Films
- 2016: La Mort dans l'Âme : Pauline Lagnier
- 2014: Les Souvenirs : Louise
- 2013: Sorgoï Prakov, My European Dream
- 2013: Casse-tête chinois : Isabelle de Groote, de babysitter
- 2012: Comme des frères : Cassandre
- 2012: White City Spleen (kortfilm)

### Televisie

#### Televisiefilms
- 2015: Les Blessures de l'île :  Manon Le Gall
- 2015: La Promesse du feu : Tiffany Roche
- 2014: La Loi, le combat d'une femme pour toutes les femmes : Diane
- 2012: Mes deux amours : Juliette Cantarella
- 2012: Malgré-elles : Alice Fabre
- 2011: Petits arrangements avec ma mère : Pamyna

#### Televisieseries
- 2014: Jusqu'au dernier (miniserie) : Sybille Latour
- 2013: La Source : Marie Voisin
- 2012: Alice Nevers : Le juge est une femme : Émilie Bartholie
- 2012: Chambre 327 (miniserie) : Lisa Marsac
- 2009 - 2013: Commissaire Magellan : Juliette Magellan
- 2009: Les Petits Meurtres d'Agatha Christie : Juliette Boisseau-Larosière